# Manuel Tena López
Manuel Tena López (Alcalá de Henares, Madrid, 3 de febrer de 1978) és un exfutbolista madrileny que ocupava la posició de defensa.

## Trajectòria
Sorgit del planter del Reial Madrid, Tena va passar pels equips C i B abans de saltar a la primera esquadra en la 98/99, en la qual hi jugaria un encontre de la màxima categoria amb el conjunt madridista.
Sense lloc al Reial Madrid, la temporada 99/00 juga només tres partits amb el Reial Valladolid. Ja la temporada 00/01 aconsegueix la titularitat amb el Córdoba CF de Segona Divisió (39 partits i 2 gols), que li valen el retorn al conjunt blanc-i-violeta. En la segona etapa val·lisoletana, el defensa disputa 20 partits.
L'estiu del 2002 fitxa pel Getafe CF. És titular indiscutible la temporada 02/03, però a la següent ja perd eixa condició. Des de la temporada 04/05, amb el Getafe ara en primera divisió, el d'Alcalá no va deixar la suplència en les quatre següents campanyes, jugant al voltant d'una quinzena de partits per temporada.
La temporada 08/09 s'incorpora al Rayo Vallecano, en aquesta època a Segona Divisió, tot aparixent en 27 ocasions.